# Friedrich Rentsch

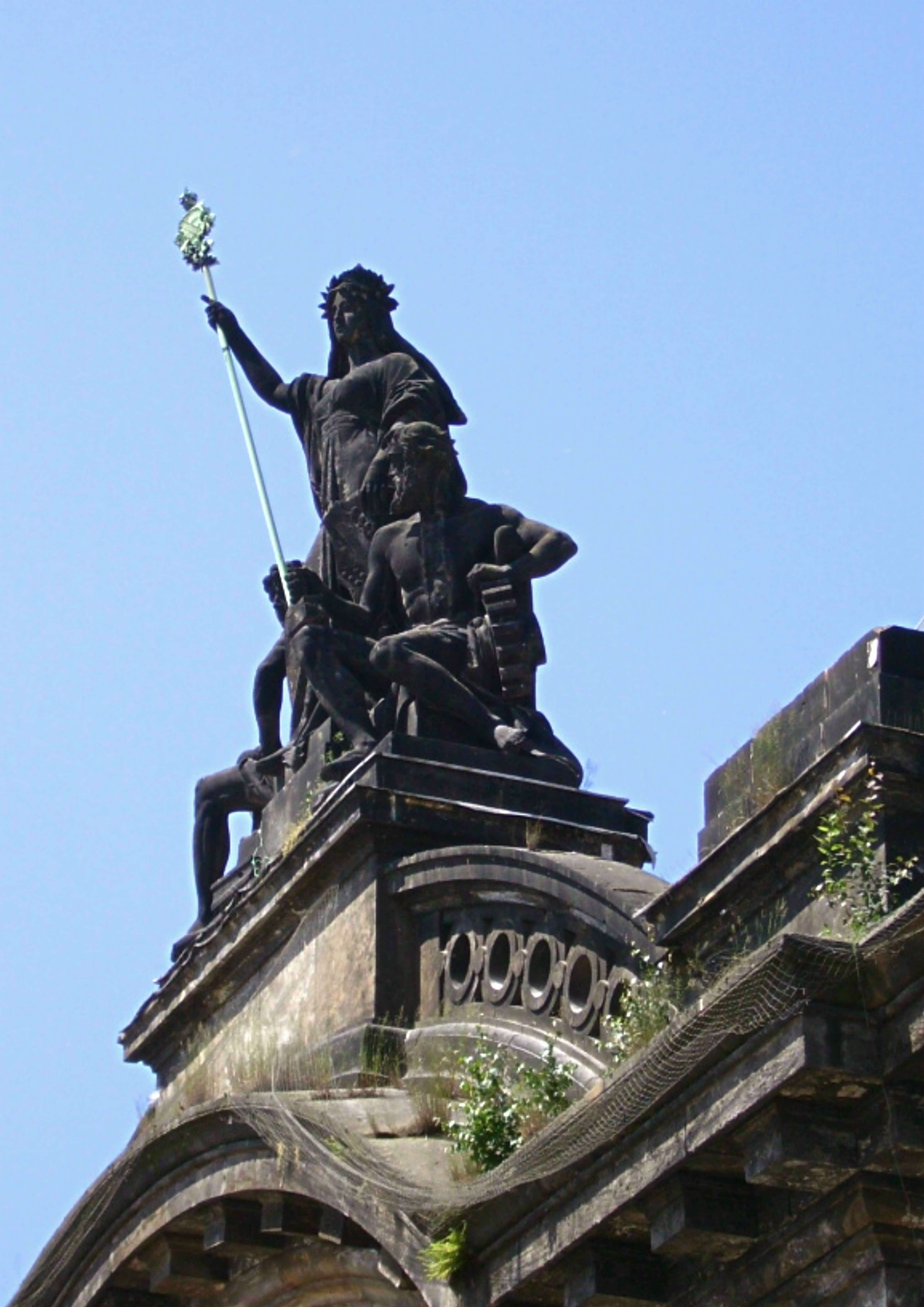
Skulpturengruppe (1895) über dem Portal des Dresdner Hauptbahnhofs

Carl Friedrich Adolf Rentsch  (* 2. Januar 1836 in Dresden; † 17. November 1899 ebenda) war ein deutscher Bildhauer, Zeichner und Professor am Königlich Sächsischen Polytechnikum Dresden.

## Leben
Friedrich Rentsch studierte von 1855 bis 1859 an der Dresdner Kunstakademie und war Meisterschüler bei Ernst Hähnel. Am 9. September 1855 besuchte er mit Marie und Elise Rentsch die Türmerwohnung der 1949 geweihten Stadtkirche St. Aegidien zu Oschatz. Anschließend arbeitete er als freischaffender Bildhauer in Dresden. In der Zeit von 1880 bis 1882 studierte er bei Julius Hübner im Fach Zeichnen. Im Jahr 1882 unterrichtete er an einer privaten Lehranstalt in Dresden. 1873 wurde er zum Lehrer für das Unterrichtsfach Ornamentzeichnen am Polytechnikum Dresden berufen und im Jahr 1877 zum außerordentlichen Professor ernannt. Auf Grund seiner großen Verdienste, Begabung und Fähigkeiten erhielt er im Jahr 1888 die Berufung zum ordentlichen Professor am Königlich Sächsischen Polytechnikum Dresden im zum Lehrstuhl erhobenen Fach Ornament- und Figurenzeichnen. An vielen Gebäuden Dresdens befinden bzw. befanden sich Bauplastiken von Rentsch. Für Wandmalereien und Gewölbeausmalungen lieferte er die Vorlagen als Auftragsarbeit für verschiedene Bauwerke. Er wohnte in der Ammonstraße 13 und später in der Strehlener Straße 13 in Dresden. Im Alter von 63 Jahren starb er nach kurzer Krankheit und wurde auf dem Trinitatisfriedhof beigesetzt.

## Werke (Auswahl)
- 1876: vier Karyatiden-Frauen über den Proszeniumslogen in der Semperoper
- Großfiguren zweier Wappenhalter aus Sandstein am Stadtportal des Ausstellungsgebäudes an der Brühlschen Terrasse[3]
- Trophäen als Schlusssteine für das Dresdner Polizeigebäude an der Schießgasse; über den drei Eingangsportalen: Wachmann, Justitia und Verbrecher[4]
- Gewölbeschlussfiguren Kameralwissenschaft, Technik, Handel und Verkehr am Direktionsgebäude der Sächsischen Staatseisenbahn (später Deutsche Reichsbahngesellschaft) Dresden, 13. bis 15. Februar 1945 zerstört
- 1893: 16 Kindergruppen aus Sandstein auf der Attika der Markthalle Antonsplatz, 1951 bei den Enttrümmerungsarbeiten vernichtet[5]
- Figuren der vier Evangelisten aus französischem Kalkstein für die Martin-Luther-Kirche Dresden
- Figur Erfindung aus Sandstein für den Mittelbau der TH Dresden am Bismarckplatz, 13. bis 15. Februar 1945 zerstört
- Figurengruppe aus Sandstein am Fischhofplatz nahe dem Freiberger Platz in Dresden, 13. bis 15. Februar 1945 zerstört
- 1895: Gruppe Saxonia als Personifikation Sachsens, Wissenschaft und Technik am Dresdner Hauptbahnhof[6]
- Figur Christus am Kreuz aus Marmor an einer Kirche in Meißen
- Figuren Walküre und Bacchus auf Panther reitend für die Meißner Porzellanmanufaktur